# Середкино (Курганская область)
Серëдкино — деревня в Варгашинском районе Курганской области. Входит в состав Верхнесуерского сельсовета.

## История
До 1917 года входила в состав Верхнесуерской волости Ялуторовского уезда Тобольской губернии. По данным на 1926 год состояла из 118 хозяйств. В административном отношении являлась центром Серëдкинского сельсовета Марайского района Курганского округа Уральской области.

## Население
| 1912 | 1926 | 1989 | 2002 | 2010 |
| ---- | ---- | ---- | ---- | ---- |
| 484  | ↗535 | ↘76  | ↗99  | ↘56  |

По данным переписи 1926 года в деревне проживало 535 человек (241 мужчина и 294 женщины), в том числе: русские составляли 99 % населения.